# 上栖綴人
上栖 綴人（うえす てつと、男性）は、日本の小説家（ライトノベル作家）・編集者。北海道出身。

## 来歴
2008年に『眼鏡HOLICしんどろ〜む』で第2回ノベルジャパン大賞（ホビージャパン主催）優秀賞を受賞（受賞時のペンネーム表記は上衛栖 鐵人）、同作を改題した『彼女は眼鏡HOLIC』でHJ文庫よりデビュー。『はぐれ勇者の鬼畜美学』や『新妹魔王の契約者』がアニメ化されている。

## 作品一覧
- 彼女は眼鏡HOLIC（『HJ文庫』、イラスト：トモセシュンサク、全3巻）
- ギブあっぷ!（『HJ文庫』、イラスト：会田孝信、全3巻）
- はぐれ勇者の鬼畜美学（『HJ文庫』、イラスト：卵の黄身、既刊11巻）
- 新妹魔王の契約者（『角川スニーカー文庫』、イラスト：大熊猫介、全15巻〈本編13巻、外伝2巻〉）
- やりすぎた魔神殲滅者の七大罪遊戯（『講談社ラノベ文庫』、イラスト：GoHands、既刊3巻）
- 溺れるベッドで、天使の寝顔を見たいだけ。 #ふたりで犯した秘密の校則違反（『角川スニーカー文庫』、イラスト：千種みのり）